# 1643
1643 (MDCXLIII) je bilo navadno leto, ki se je po gregorijanskem koledarju začelo na četrtek, po 10 dni počasnejšem julijanskem koledarju pa na nedeljo.

## Dogodki
- 1. januar - podpisana Martjanska pogodba, eno izmed najstarejših besedil v prekmurščini.
- ustanovljena konfederacija Nova Anglija

## Rojstva
- 4. januar - sir Isaac Newton, angleški fizik, matematik, astronom, filozof, alkimist († 1727)
- 25. februar  - Ahmed II., sultan Osmanskega cesarstva († 1695)
- 22. november - René Robert Cavelier, Sieur de La Salle, francoski trgovec, raziskovalec († 1687)

Neznan datum
- Janez Jakob Olben, slovenski astronom († 1725)
- Vasilij Vasiljevič Golicin,  ruski knez in državnik († 1714)

## Smrti
- 21. september - Hong Tajdži, prvi cesar dinastije Čing (*  1592)
- 3. november
  - John Bainbridge, angleški astronom, zdravnik (* 1582)
  - Paul Guldin, švicarski matematik, astronom (* 1577)
- 29. november - Claudio Monteverdi, italijanski skladatelj, violinist, pevec (* 1567)